# Atelopus patazensis
Espèce
Statut de conservation UICN

 CR A2ae; B1ab(iii,v) : 
En danger critique
Atelopus patazensis est une espèce d'amphibiens de la famille des Bufonidae.

## Répartition
Cette espèce est endémique de la région de La Libertad au Pérou,. Elle se rencontre dans la province de Pataz,  entre 2 500 et 3 000 m d'altitude dans le nord de la cordillère Centrale.

## Description

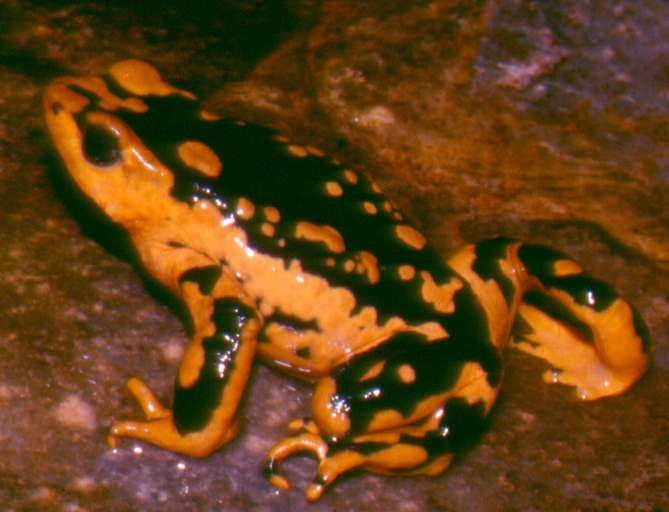
Atelopus patazensis

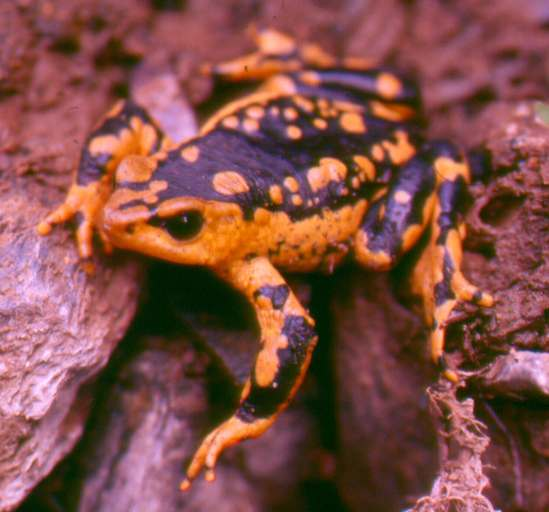
Atelopus patazensis

Les mâles mesurent de 37,8 à 39,8 mm et les femelles de 42,7 à 48,8 mm.

## Étymologie
Son nom d'espèce, composé de pataz et du suffixe latin -ensis, « qui vit dans, qui habite », lui a été donné en référence au lieu de sa découverte, la province de Pataz.

## Publication originale
- Venegas, Catenazzi, Siu-Ting & Carrillo, 2008 : Two new harlequin frogs (Anura: Atelopus) from the Andes of northern Peru. Salamandra, vol. 44, no 3, p. 163–176 (texte intégral).